# Campylaspis heterotuberculata
Campylaspis heterotuberculata är en kräftdjursart som beskrevs av Jordi Corbera 2000. Campylaspis heterotuberculata ingår i släktet Campylaspis och familjen Nannastacidae. Inga underarter finns listade i Catalogue of Life.